# Nicholas Tongue
Nicholas Tongue (* 8. April 1973 in Auckland) ist ein ehemaliger neuseeländischer Schwimmer. Tongue war Mitte der 1990er Jahre einer der besten Freistilschwimmer seines Landes.
Seinen größten sportlichen Erfolg feierte er 1995, als er bei der Kurzbahnweltmeisterschaft in Rio de Janeiro als Mitglied der neuseeländischen 4-mal-100-Meter-Lagenstaffel die Goldmedaille gewann. Die Staffel siegte mit der viertbesten je gestoppten Zeit und stellte dabei einen neuen neuseeländischen Landesrekord auf.
Zuvor hatte er bei den Commonwealth Games 1994 in Victoria zusammen mit der neuseeländischen 4-mal-100-Meter-Freistilstaffel die Silbermedaille gewonnen.